# Acronicta ankarensis
Acronicta ankarensis là một loài bướm đêm trong họ Noctuidae.